# Yurïý Naýdovskïý
Yurïý Vyaçeslavovïç Naýdovskïý (in kazako Юрий Вячеславович Найдовский?, in russo Юрий Вячеславович Найдовский?, Jurij Vjačeslavovič Najdovskij; Aqtau, 10 aprile 1963) è un ex calciatore sovietico dal 1991 kazako, di ruolo attaccante.